# Chiếc gương thời gian
Chiếc gương thời gian (tiếng Nga: Зеркало времени) là một phim khoa học viễn tưởng do Vladimir Tarasov đạo diễn, xuất phẩm năm 1976 tại Moskva.

## Nội dung
Tại một không trạm, cậu bé và cha đang say sưa ngắm thiên hà với vô vàn tinh tú. Người cha giải thích rằng, những tinh cầu kia tưởng gần thế, mà kì thực phải mất hàng ngàn năm mới đem sáng tới nơi. Hay nói theo chiều ngược lại, tia sáng từ các tinh cầu ấy có thể lưu trữ phần nào hình ảnh quá khứ.
Cậu bé vẫn chưa hiểu ý cha, ông bèn bày cho cậu những dẫn chứng lịch sử:
- Trứ tác Một người Mĩ trong triều đình vua Arthur của văn hào Mark Twain, kể một tên bợm thế kỷ XIX xuyên không về trung đại cả ngàn năm.
- Trứ tác Cỗ máy thời gian của văn sĩ H. G. Wells, kể một khoa học gia tới tương lai hàng ngàn năm.
- Đầu thế kỷ XIX, cư dân một thành thị Trung Âu bỗng thấy trên mây ảo ảnh một chiến dịch, mà sau người ta đoán là trận Waterloo diễn ra trước đó vài giờ.

Người cha kết luận, về lí thuyết, nhân loại hoàn toàn có thể làm một chiếc gương lưu trữ hình ảnh quá khứ, để hậu thế biết tổ tiên họ sống như thế nào, nhưng tất yếu con người phải bay ngang tốc độ tia sáng may ra mới dựng kịp.
Sau đó, người cha tiết lộ mục đích chuyến phi hành, đấy là không trạm vừa phát hiện một hành tinh có hệ sinh thái tương đối giống địa cầu thời khởi thủy. Ông dự định theo dõi tiến trình phát triển của nó để hiểu thêm lịch sử địa cầu thay vì đưa nhân lực và kỹ thuật tới can thiệp cảnh quan sinh vật.

## Kĩ thuật
Phim được thực hiện tại Moskva đầu năm 1976.

### Sản xuất
- Điều phối: Nikolay Koshkin
- Phụ tá: T. Mititello
- Họa sĩ: Yelena Bogolyubova, Olga Bogolyubova
- Hoạt họa: Aleksandr Mazayev, Valery Ugarit, Tatyana Fadeyeva, Aleksey Bukin, Vladimir Zarubin, Nikolay Kukolev, Ivan Davydov, Yury Kazyurin
- Cắt ghép: M. Mikheyeva
- Hòa âm: Vladimir Kutuzov
- Cố vấn: Aleksey Leonov

### Diễn xuất
- Marya Vinogradova... Cậu bé
- Lev Lyubetsky... Cha cậu bé